# Andinomyia complanata
Andinomyia complanata là một loài ruồi trong họ Tachinidae.